# クリス・カーター (脚本家)
クリス・カーター（Chris Carter, 本名：Christopher Carl Carter, 1956年10月13日 - ）は、アメリカ合衆国の映画監督、脚本家、テレビプロデューサー。『X-ファイル』の原案・製作総指揮・ショーランナーとして知られる。

## プロフィール
カリフォルニア州ベルフラワー出身。1979年、カリフォルニア州立大学ロングビーチ校ジャーナリズム科を卒業。
大学卒業後、サーフィン雑誌を文筆。その後数年、フリーライターと雑誌の編集者をしながら世界中を旅する。
1985年、ジェフリー・カッツェンバーグ（当時ディズニー映画事業部責任者）が、彼が書いた脚本に興味を持ち、同社スタジオ・エンタテインメントと契約を結ぶ。多数の実写コメディドラマの脚本・制作を担当した。
2014年、ダンテ・アリギエリの小説『神曲』の地獄篇をモチーフにした全99話のミステリー『The After』で約12年ぶりにドラマ制作に復帰した。しかし、2015年1月、製作を担当していたAmazonが『The After』の製作中止を発表した。

## 作品
1993年、『X-ファイル』を開始するにあたり、制作会社「Ten Thirteen Productions」を設立。社名は彼の誕生日（10月13日）に由来する。代表取締役は『X-ファイル』でもプロデューサー、脚本を兼任したフランク・スポトニッツ。他にもサスペンス・SF系のドラマを制作しているが、いずれも短期で打ち切られている。
会社は2002年『X-ファイル』終了以降も分裂しながら存続。そして2008年、同作品の新作映画制作のため再び集結している。
作品内で基幹となる重要なストーリーの監督や脚本は、カーターが直接手掛けることが多い。また『X-ファイル』では、幾つかの話で本人もカメオ出演している。

### テレビシリーズ
- X-ファイル The X-Files (1993-2002,2016-)
- ミレニアム Millennium (1996-1999)
- ハーシュ・レルム Harsh Realm (1999-2000)
- ローン・ガンメン The Lone Gunmen (2000)
- The After (2015) ※パイロット版のみ製作

### 映画
- X-ファイル ザ・ムービー The X-Files: Fight the Future (1998)
- X-ファイル：真実を求めて The X-Files: I Want to Believe (2008)